# Taça de Portugal 1976/77
Die Taça de Portugal 1976/77 war die 37. Austragung des portugiesischen Pokalwettbewerbs. Er wurde vom portugiesischen Fußballverband ausgetragen. Das Finale fand am 18. Mai 1977 im Estádio das Antas von Porto statt. Pokalsieger wurde der FC Porto, der sich im Finale gegen Sporting Braga durchsetzte. Porto war für den Europapokal der Pokalsieger 1977/78 qualifiziert.
Alle Begegnungen wurden in einem Spiel ausgetragen. Bei unentschiedenem Ausgang wurde zur Ermittlung des Siegers eine Verlängerung gespielt. Stand danach kein Sieger fest, wurde das Spiel wiederholt.

## Teilnehmende Teams
| Primeira Divisão (16) | Segunda Divisão (48) | Segunda Divisão (48) | Distrikte (2) |
| --- | --- | --- | --- |
| - Académica de Coimbra - Atlético CP - SC Beira-Mar - Belenenses Lissabon - Benfica Lissabon - Sporting Braga - Boavista Porto - GD Estoril Praia - Leixões SC - CD Montijo - Portimonense SC - FC Porto - Sporting Lissabon - Varzim SC - Vitória Guimarães - Vitória Setúbal | - Académico de Viseu FC - SC Alba - GD Alcochetense - Almada AC - FC Barreirense - Caldas SC - GD Chaves - SC Covilhã - GD da CUF Barreiro - CF Esperança Lagos - SC Espinho - SC Estela Portalegre - AD Fafe - FC Famalicão - SC Farense - CD Feirense - Gil Vicente FC - Juventude Évora - Lusitânia Lourosa - Lusitano GC Évora - AC Marinhense - Marítimo Funchal - Odivelas FC - SC Olhanense | - Clube Oriental de Lisboa - FC Paços de Ferreira - USC Paredes - FC Penafiel - GD Peniche - CD Portalegrense - SC Régua - GD Riopele - SC Salgueiros - AD Sanjoanense - GD Sesimbra - Sport União Sintrense - FC Tirsense - SC União Torreense - CD Torres Novas - Vasco da Gama AC - SC Vila Real - Vilanovense FC - União de Coimbra - União Lamas - União Leiria - União de Montemor - UD Santarém - União de Tomar                             | - SC Santacruzense (Madeira) - CD Santa Clara (Azoren) |
| Terceira Divisão (96) | | | |
| - Ançã FC - RD Águeda - AD Ala-Arriba - AC Alcanenense - GC Alcobaça - CDR Alferrarede - Alhandra SC - Aliados FC Lordelo - SC Mineiro Aljustrelense - FC Alverca - Amora FC - Anadia FC - CD Arrifanense - Desportivo Aves - FC Avintes - GD Bairro Latino - UD Batalha - CD Beja - GD Benavente - Benfica e Castelo Branco - SCE Bombarralense - GD Bragança - CF Bucelenses - Atlético Cabeceirense | - SC Campomaiorense - SL Cartaxo - Casa Pia AC - CD Cova da Piedade - Sport Covilhã e Benfica - Atlético Cucujães - CD Matrena - O Elvas CAD - Esperança Atlético - AD Esposende - Febres SC - Forjães SC - SC Freamunde - CD Gouveia - AD Guarda - FC Infesta - GD Joane - SC Lamego - Leça FC - SC Leiria e Marrazes - CUD Leverense - AD Limianos - GS Loures - CD Lousanense                   | - Lusitano FC Vildemoinhos - Lusitano VRSA - Luso FC - GD Mangualde - SC Maria da Fonte - CF Marialvas - Marítimo Rosarense - SC Mirandela - FC Mogadourense - Desportivo Monção - Mondinese FC - Moura AC - Nacional Funchal - Naval 1º de Maio - Sport Nisa e Benefica - SC Odemirense - SL Olivais - CD Olivais e Moscavide - Oliveira do Bairro SC - UD Oliveirense - CF OS Elvenses - CD Paços de Brandão - Paio Pires FC - SC Penalva Castelo | - GD Pescadores - Eléctrico Ponte de Sor - CDR Quarteirense - Atlético Reguengos - Rio Ave FC - SG Sacavenense - FC Seixal - Silves FC - Sporting Pombal - GD Tabuense - FC Tadim - CD Tondela - GD Torralta - CF Trafaria - GD Trancoso - União de Almeirim - União Santiago do Cacém - AD Valecambrense - Estrela Vendas Novas - SC Vianense - ID Vieirense - UD Vilafranquense - CF Os Vilanovenses - Sport Viseu e Benfica |

## 1. Runde
In dieser Runde nahmen die Vereine aus der Segunda und Terceira Divisão teil.
|                          | Ergebnis  |                          |
| ------------------------ | --------- | ------------------------ |
| Marítimo Rosarense       | 2:2 n. V. | Silves FC                |
| GD Riopele               | 3:2       | SC Freamunde             |
| CDR Quarteirense         | 1:4       | União de Montemor        |
| SG Sacavenense           | 2:4       | Casa Pia AC              |
| SC Salgueiros            | 3:2       | FC Tirsense              |
| SC Olhanense             | 0:1       | SC Farense               |
| Caldas SC                | 1:0       | CD Portalegrense         |
| SC Alba                  | 7:0       | Esperança Atlético       |
| GD Pescadores            | 3:2       | CD Olivais e Moscavide   |
| GD Peniche               | 2:1       | RD Águeda                |
| AD Limianos              | 0:0 n. V. | SC Espinho               |
| Clube Oriental de Lisboa | 3:0       | Lusitano VRSA            |
| O Elvas CAD              | 1:0       | Vasco da Gama AC         |
| CF Marialvas             | 2:0       | Anadia FC                |
| FC Paços de Ferreira     | 4:0       | GD Trancoso              |
| USC Paredes              | 2:0       | SC Mirandela             |
| Paio Pires FC            | 1:2       | GD Benavente             |
| SC Régua                 | 0:0 n. V. | FC Avintes               |
| GD Sesimbra              | 0:2       | GS Loures                |
| AD Valecambrense         | 2:0       | CUD Leverense            |
| União de Coimbra         | 1:2       | SC Leiria e Marrazes     |
| União de Almeirim        | 3:0       | CD Torres Novas          |
| ID Vieirense             | 2:1       | Sport Nisa e Benefica    |
| Vilanovense FC           | 0:0 n. V. | SCE Bombarralense        |
| Sport Viseu e Benfica    | 3:2       | SC Vianense              |
| SC Vila Real             | 2:1       | Forjães SC               |
| CF Trafaria              | 1:2       | SL Olivais               |
| SC União Torreense       | 1:0       | Febres SC                |
| SC Covilhã               | 2:1       | GC Alcobaça              |
| SL Cartaxo               | 0:1       | Ançã FC                  |
| Sport União Sintrense    | 0:2       | Marítimo Funchal         |
| SC Lamego                | 5:1       | SC Penalva Castelo       |
| Sporting Pombal          | 3:1       | GD Mangualde             |
| GD Torralta              | 0:3       | União Santiago do Cacém  |
| GD Tabuense              | 0:1       | UD Santarém              |
| SC Odemirense            | 2:3       | CD Beja                  |
| Naval 1º de Maio         | 0:1       | União de Tomar           |
| SC Campomaiorense        | 3:0       | AC Alcanenense           |
| UD Batalha               | 0:1       | Oliveira do Bairro SC    |
| CD Feirense              | 4:2       | CDR Alferrarede          |
| GD Chaves                | 1:0       | Mondinese FC             |
| GD da CUF Barreiro       | 1:0       | CF Esperança Lagos       |
| CD Cova da Piedade       | 0:1       | Luso FC                  |
| GD Bairro Latino         | 0:0 n. V. | UD Oliveirense           |
| Atlético Reguengos       | 3:1       | Almada AC                |
| AD Ala-Arriba            | 0:1       | AD Sanjoanense           |
| AD Fafe                  | 2:0       | CD Paços de Brandão      |
| SC Mineiro Aljustrelense | 3:1       | CF Bucelenses            |
| CD Arrifanense           | 2:1       | União Lamas              |
| AC Marinhense            | 1:0       | SC Estela Portalegre     |
| Atlético Cucujães        | 0:1       | GD Bragança              |
| FC Barreirense           | 5:0       | FC Alverca               |
| Desportivo Aves          | 3:1       | AD Esposende             |
| Lusitano GC Évora        | 2:1       | Alhandra SC              |
| CD Lousanense            | 3:1       | Benfica e Castelo Branco |
| FC Infesta               | 1:0       | Vilanovense FC           |
| SC Maria da Fonte        | 1:0       | Lusitânia Lourosa        |
| CD Matrena               | 0:1       | Eléctrico Ponte de Sor   |
| Nacional Funchal         | 1:0       | GD Alcochetense          |
| Desportivo Monção        | 2:1       | FC Tadim                 |
| Juventude Évora          | 3:2       | UD Vilafranquense        |
| GD Joane                 | 2:1       | Leça FC                  |
| AD Guarda                | 0:1       | União Leiria             |
| FC Famalicão             | 6:0       | Atlético Cabeceirense    |
| FC Penafiel              | 4:0       | FC Mogadourense          |
| Odivelas FC              | 1:0       | Moura AC                 |
| Gil Vicente FC           | 3:2       | Rio Ave FC               |
| FC Seixal                | 2:0       | CF OS Elvenses           |
| Lusitano FC Vildemoinhos | 0:3       | Aliados FC Lordelo       |
| CD Tondela               | 2:5       | Académico de Viseu FC    |
| CD Gouveia               | 2:0       | Sport Covilhã e Benfica  |
| Estrela Vendas Novas     | 1:2       | Amora FC                 |

### Wiederholungsspiele
|                   | Ergebnis |                    |
| ----------------- | -------- | ------------------ |
| SC Espinho        | 4:0      | AD Limianos        |
| SCE Bombarralense | 1:3      | Vilanovense FC     |
| UD Oliveirense    | 2:1      | GD Bairro Latino   |
| Silves FC         | 1:0      | Marítimo Rosarense |
| FC Avintes        | 0:1      | SC Régua           |

## Hoffnungsrunde
Die Verlierer der 1. Runde bekamen eine zweite Chance.
|                          | Ergebnis  |                         |
| ------------------------ | --------- | ----------------------- |
| SC Penalva Castelo       | 2:1       | CD Paços de Brandão     |
| CDR Quarteirense         | 0:1       | Moura AC                |
| Rio Ave FC               | 2:0       | Rio Ave FC              |
| Paio Pires FC            | 3:1       | CF Esperança Lagos      |
| Sport Nisa e Benefica    | 1:0       | SL Cartaxo              |
| Lusitano FC Vildemoinhos | 0:2       | União Lamas             |
| GD Mangualde             | 1:2       | SC Estela Portalegre    |
| FC Mogadourense          | 2:3       | AD Limianos             |
| SCE Bombarralense        | 1:0       | AD Ala-Arriba           |
| SC Olhanense             | 1:0       | Alhandra SC             |
| Vasco da Gama AC         | 1:0       | Estrela Vendas Novas    |
| UD Vilafranquense        | 1:2       | SG Sacavenense          |
| Vilanovense FC           | 4:0       | GD Bairro Latino        |
| União de Coimbra         | 2:0       | CD Matrena              |
| GD Trancoso              | 0:2       | SC Mirandela            |
| GD Tabuense              | 0:5       | Naval 1º de Maio        |
| CF Trafaria              | 0:0 n. V. | GD Sesimbra             |
| Lusitano VRSA            | 0:0 n. V. | FC Alverca              |
| Lusitânia Lourosa        | 5:0       | Mondinese FC            |
| UD Batalha               | 4:2       | CD Tondela              |
| Benfica e Castelo Branco | 2:1       | CD Torres Novas         |
| CF Bucelenses            | 3:1       | Marítimo Rosarense      |
| FC Avintes               | 3:0       | SC Vianense             |
| Almada AC                | 3:1       | SC Odemirense           |
| AC Alcanenense           | 2:0       | CDR Alferrarede         |
| GD Alcochetense          | 1:0       | Sport União Sintrense   |
| CD Cova da Piedade       | 2:0       | CD Olivais e Moscavide  |
| CF OS Elvenses           | 2:0       | GD Torralta             |
| SC Freamunde             | 0:1       | FC Tirsense             |
| GC Alcobaça              | 3:0       | Anadia FC               |
| CUD Leverense            | 2:1       | Atlético Cabeceirense   |
| Febres SC                | 0:1       | AD Guarda               |
| Leça FC                  | 3:0       | Forjães SC              |
| Esperança Atlético       | 4:1       | Sport Covilhã e Benfica |
| AD Esposende             | 2:1       | Atlético Cucujães       |
| RD Águeda                | 2:1       | CD Portalegrense        |

### Wiederholungsspiele
|             | Ergebnis |               |
| ----------- | -------- | ------------- |
| GD Sesimbra | 2:0      | CF Trafaria   |
| FC Alverca  | 1:0      | Lusitano VRSA |

## 2. Runde
Qualifiziert waren die 72 Sieger der 1. Runde, die 36 Sieger der Hoffnungsrunde, sowie die 16 Teams der Primeira Divisão. Die Spiele fanden zwischen dem 27. November und 8. Dezember 1976 statt.
|                          | Ergebnis  |                         |
| ------------------------ | --------- | ----------------------- |
| Leixões SC               | 0:0 n. V. | Aliados FC Lordelo      |
| GD Chaves                | 0:0 n. V. | GD Estoril Praia        |
| Benfica Lissabon         | 3:0       | GD Riopele              |
| Académico de Viseu FC    | 0:2       | FC Porto                |
| GD Mangualde             | 1:0       | CD Beja                 |
| Atlético Reguengos       | 0:2       | SC Beira-Mar            |
| SC Mirandela             | 0:2       | CD Montijo              |
| SC Salgueiros            | 2:1       | GD Joane                |
| Vitória Guimarães        | 6:0       | União de Montemor       |
| O Elvas CAD              | 1:0       | RD Águeda               |
| GD Peniche               | 1:1 n. V. | Lusitânia Lourosa       |
| SC Penalva Castelo       | 2:6       | Sporting Lissabon       |
| GD Pescadores            | 2:3       | SC Olhanense            |
| FC Paços de Ferreira     | 2:1       | SC Leiria e Marrazes    |
| SCE Bombarralense        | 5:0       | CF Os Vilanovenses      |
| Clube Oriental de Lisboa | 3:0       | Casa Pia AC             |
| SC Régua                 | 3:1       | USC Paredes             |
| Oliveira do Bairro SC    | 2:0       | UD Oliveirense          |
| AD Limianos              | 2:1       | União Leiria            |
| CF Marialvas             | 2:1       | GS Loures               |
| União de Almeirim        | 2:1       | CUD Leverense           |
| União de Tomar           | 4:0       | Rio Ave FC              |
| Vasco da Gama AC         | 1:2       | Almada AC               |
| Vilanovense FC           | 2:1       | SG Sacavenense          |
| Sport Viseu e Benfica    | 4:0       | Sporting Pombal         |
| Nacional Funchal         | 2:1       | União de Coimbra        |
| SC Farense               | 2:0       | SC União Torreense      |
| GD Sesimbra              | 1:0       | Desportivo Monção       |
| SL Olivais               | 2:1       | UD Batalha              |
| Sporting Braga           | 5:0       | SC Campomaiorense       |
| Varzim SC                | 13:00     | AD Guarda               |
| Moura AC                 | 2:0       | AD Esposende            |
| AC Marinhense            | 1:0 n. V. | GD Alcochetense         |
| CD Arrifanense           | 3:0       | Leça FC                 |
| FC Avintes               | 4:0       | CD Gouveia              |
| Benfica e Castelo Branco | 0:2       | SC Maria da Fonte       |
| GD Bragança              | 2:0       | FC Seixal               |
| FC Alverca               | 3:0       | ID Vieirense            |
| SC Mineiro Aljustrelense | 0:0 n. V. | CD Cova da Piedade      |
| Académica de Coimbra     | 3:1       | SC Lamego               |
| AD Fafe                  | 2:1       | FC Tirsense             |
| AD Sanjoanense           | 1:0       | Desportivo Aves         |
| AC Alcanenense           | 2:4       | SC Covilhã              |
| CD Feirense              | 2:1       | SC Vila Real            |
| CF Bucelenses            | 1:1 n. V. | SC Alba                 |
| GC Alcobaça              | 1:2 n. V. | Caldas SC               |
| Eléctrico Ponte de Sor   | 2:0       | Naval 1º de Maio        |
| Juventude Évora          | 4:3       | Paio Pires FC           |
| CD Lousanense            | 1:2       | GD da CUF Barreiro      |
| Luso FC                  | 2:0       | União Santiago do Cacém |
| Silves FC                | 0:2       | União Lamas             |
| Gil Vicente FC           | 5:0       | Sport Nisa e Benefica   |
| Odivelas FC              | 1:3       | FC Penafiel             |
| Amora FC                 | 0:2       | GD Benavente            |
| Esperança Atlético       | 0:5       | FC Barreirense          |
| FC Famalicão             | 3:1       | CF OS Elvenses          |
| FC Infesta               | 3:1       | Lusitano GC Évora       |
| Marítimo Funchal         | 0:4       | SC Espinho              |
| UD Santarém              | 1:0       | Belenenses Lissabon     |
| Atlético CP              | 2:3       | Portimonense SC         |
| AD Valecambrense         | 0:2       | Boavista Porto          |
| Ançã FC                  | 0:9       | Vitória Setúbal         |

### Wiederholungsspiele
|                    | Ergebnis |                          |
| ------------------ | -------- | ------------------------ |
| GD Estoril Praia   | 1:2      | GD Chaves                |
| SC Alba            | 1:0      | CF Bucelenses            |
| Lusitânia Lourosa  | 0:1      | GD Peniche               |
| Aliados FC Lordelo | 1:0      | Leixões SC               |
| CD Cova da Piedade | 1:0      | SC Mineiro Aljustrelense |

## 3. Runde
Die Spiele fanden zwischen dem 22. und 29. Dezember 1976 statt.
|                       | Ergebnis  |                          |
| --------------------- | --------- | ------------------------ |
| União Lamas           | 1:0       | Portimonense SC          |
| FC Barreirense        | 1:2       | Sporting Lissabon        |
| CD Montijo            | 2:0       | Caldas SC                |
| CD Arrifanense        | 3:4       | União de Almeirim        |
| Juventude Évora       | 3:0       | GD da CUF Barreiro       |
| CD Cova da Piedade    | 1:0       | GD Peniche               |
| Aliados FC Lordelo    | 3:2       | SC Régua                 |
| O Elvas CAD           | 2:2 n. V. | Almada AC                |
| Moura AC              | 1:3       | Clube Oriental de Lisboa |
| SL Olivais            | 2:3       | AD Limianos              |
| SCE Bombarralense     | 0:1       | AD Sanjoanense           |
| Sporting Braga        | 2:1       | UD Santarém              |
| Vitória Setúbal       | 6:1       | Vilanovense FC           |
| FC Paços de Ferreira  | 3:2       | Varzim SC                |
| Vitória Guimarães     | 7:0       | Eléctrico Ponte de Sor   |
| CF Marialvas          | 1:2       | SC Maria da Fonte        |
| GD Benavente          | 4:1       | SC Covilhã               |
| FC Alverca            | 2:0       | Oliveira do Bairro SC    |
| AD Fafe               | 5:1       | GD Sesimbra              |
| Boavista Porto        | 6:0       | AC Marinhense            |
| FC Avintes            | 0:1       | CD Feirense              |
| FC Famalicão          | 2:1       | SC Beira-Mar             |
| Luso FC               | 1:1 n. V. | SC Espinho               |
| GD Mangualde          | 0:1       | FC Infesta               |
| Gil Vicente FC        | 4:0       | FC Penafiel              |
| GD Bragança           | 3:1       | SC Salgueiros            |
| SC Olhanense          | 2:1       | Académica de Coimbra     |
| Sport Viseu e Benfica | 0:1       | SC Farense               |
| FC Porto              | 8:0       | SC Alba                  |
| Nacional Funchal      | 3:1       | União de Tomar           |
| Benfica Lissabon      | 1:0       | GD Chaves                |

### Wiederholungsspiele
|            | Ergebnis |             |
| ---------- | -------- | ----------- |
| SC Espinho | 4:0      | Luso FC     |
| Almada AC  | 1:0      | O Elvas CAD |

## Ausscheidungsrunde
|             | Ergebnis |             |
| ----------- | -------- | ----------- |
| GD Bragança | 1:0      | CD Feirense |

## 4. Runde
Die Vereine aus Madeira und den Azoren stiegen in dieser Runde ein. Die Spiele fanden am 20. und 21. Februar 1977 statt.
|                          | Ergebnis  |                      |
| ------------------------ | --------- | -------------------- |
| CD Arrifanense           | 1:1 n. V. | Vitória Setúbal      |
| AD Limianos              | 1:0       | CD Cova da Piedade   |
| Clube Oriental de Lisboa | 1:1 n. V. | FC Paços de Ferreira |
| CD Santa Clara           | 1:2       | Gil Vicente FC       |
| União Lamas              | 1:4       | Sporting Lissabon    |
| Vitória Guimarães        | 2:0       | Boavista Porto       |
| Nacional Funchal         | 0:0 n. V. | Almada AC            |
| Sporting Braga           | 5:0       | SC Olhanense         |
| SC Maria da Fonte        | 0:3       | AD Fafe              |
| GD Bragança              | 2:1       | FC Alverca           |
| Benfica Lissabon         | 5:1       | SC Espinho           |
| GD da CUF Barreiro       | 4:0       | GD Benavente         |
| FC Famalicão             | 2:1       | FC Infesta           |
| Aliados FC Lordelo       | 3:1       | SC Santacruzense     |
| FC Porto                 | 7:1       | CD Montijo           |
| AD Sanjoanense           | 0:1       | SC Farense           |

### Wiederholungsspiel
|                      | Ergebnis |                          |
| -------------------- | -------- | ------------------------ |
| FC Paços de Ferreira | 4:0      | Clube Oriental de Lisboa |
| Vitória Setúbal      | 6:1      | CD Arrifanense           |
| Almada AC            | 1:0      | Nacional Funchal         |

## Achtelfinale
Die Spiele fanden am 12. März 1977 statt.
|                      | Ergebnis  |                    |
| -------------------- | --------- | ------------------ |
| AD Limianos          | 1:1 n. V. | AD Fafe            |
| FC Paços de Ferreira | 1:1 n. V. | SC Farense         |
| Sporting Lissabon    | 3:0       | Benfica Lissabon   |
| FC Porto             | 9:0       | Aliados FC Lordelo |
| FC Famalicão         | 3:2       | Vitória Setúbal    |
| GD Bragança          | 0:1       | Gil Vicente FC     |
| GD da CUF Barreiro   | 4:3       | Vitória Guimarães  |
| Almada AC            | 0:2       | Sporting Braga     |

### Wiederholungsspiele
|            | Ergebnis              |                      |
| ---------- | --------------------- | -------------------- |
| AD Fafe    | 5:0                   | AD Limianos          |
| SC Farense | 2:2 n. V. (4:2 i. E.) | FC Paços de Ferreira |

## Viertelfinale
Die Spiele fanden am 9. und 14. April 1977 statt.
|                    | Ergebnis |                   |
| ------------------ | -------- | ----------------- |
| Gil Vicente FC     | 2:0      | SC Farense        |
| FC Porto           | 3:0      | Sporting Lissabon |
| GD da CUF Barreiro | 0:1      | AD Fafe           |
| Sporting Braga     | 1:0      | FC Famalicão      |

## Halbfinale
Die Spiele fanden am 4. Mai 1977 statt.
|                | Ergebnis  |                |
| -------------- | --------- | -------------- |
| Gil Vicente FC | 0:0 n. V. | Sporting Braga |
| FC Porto       | 3:0       | AD Fafe        |

### Wiederholungsspiel
|                | Ergebnis |                |
| -------------- | -------- | -------------- |
| Sporting Braga | 4:1      | Gil Vicente FC |

## Finale
| Paarung        | FC Porto – Sporting Braga |
| Ergebnis       | 1:0 (0:0) |
| Datum          | 18. Mai 1977 |
| Stadion        | Estádio das Antas, Porto |
| Schiedsrichter | António Porém Luís |
| Tore           | 1:0 Fernando Gomes (54.) |
| FC Porto       | Fernando Torres – Gabriel Mendes, Carlos Simões, Alfredo Murça, António Taí (46. Seninho) – Octávio Machado, Rodolfo Reis, Fernando Freitas, António Oliveira – Duda (74. Celso de Mates), Fernando Gomes Cheftrainer: José Maria Pedroto |
| Sporting Braga | António Fidalgo – Artur Correia, Marino, Serra, Ronaldo Brito – Carlos Alberto Manaca (54. Fernando Martins), Edgar Beck (46. Caio Cambalhota), António Pinto , Paulo Rocha – Chico Gordo, Chico Faria Cheftrainer: Mário Lino            |